# Egyenáram

Néhány példa az egyenáram áramerősségének időfüggvényére

Az egyenáram vagy egyenfeszültség (angolul direct current, rövidítve: DC) olyan elektromos áram, amelyben  a töltéshordozók időben állandó vagy változó mennyiségben, de egyazon irányban haladnak.

## Egyenáram erőssége
Az áram erősségét ({\displaystyle I}) az áramvezető teljes keresztmetszetén adott idő alatt áthaladó összes töltésmennyiség ({\displaystyle Q}) és az idő ({\displaystyle t}) hányadosával jellemezzük.
{\displaystyle I={\frac {Q}{t}}}
Ha az áram iránya és erőssége is állandó az időben, akkor:
{\displaystyle I={\frac {Q}{t}}=} állandó.
Az időben változó áram pillanatnyi áramerősségét a következő differenciálhányadossal értelmezzük:
{\displaystyle I={\frac {\mathrm {d} q}{\mathrm {d} t}}\ },
ahol {\displaystyle q} az időben változó töltésmennyiség és {\displaystyle t} az idő.

## Az egyenáram és a váltakozó áram közötti különbség

Az egyenáram jele.

Egyenáramnál a két pólus között kialakuló áram mindig egy irányba folyik. A technikai áramirány megegyezés alapján a magasabb potenciálú (pozitív) pontból halad az alacsonyabb potenciálú pont felé. Ez a konvenció még abból az időből származik, amikor nem tudták, hogy az áram a fémes vezetőben a negatív töltésű elektronok áramlását jelenti.
Váltakozó áram esetén a töltéshordozók mozgási iránya is változik az időben. Például 50 Hz-es hálózatban a kialakuló áram iránya ötvenszer pozitív és ötvenszer negatív egy másodperc alatt.

## Az egyenáram hatásai
Hőhatás: az elektromos áram hőhatása több, egymáshoz kapcsolódó kölcsönhatás eredménye.
A fémek esetében az elektromos mező gyorsítja a szabad elektronokat, az áramló elektronok kölcsönhatásba kerülnek a vezető helyhez kötött részecskéivel, azokat élénkebb rezgésre kényszerítik, tehát a vezető felmelegszik. A felmelegedett vezető kölcsönhatásban van a környezetével és felmelegíti azt.
Kémiai hatás: vegyületek szétválasztásában is alkalmazzák.
Az elektrolitba merülő elektródákra feszültséget kapcsolva áram folyik, aminek hatására az elektrolitban kémiai reakció megy végbe. Ezt a folyamatot nevezik elektrolízisnek. A folyamat mennyiségi összefüggéseit Faraday elektrolízis-törvényei írják le.
Az áram vegyi hatását hasznosító alkalmazások a galvánelemek, az akkumulátorok, a tüzelőanyag-cellák.
A fémeket roncsoló elektrokémiai reakció a korrózió.
Élettani hatás: erős sejtkárosító hatása van. Élő szervezetbe jutva hosszú távon relatíve magas feszültség és alacsony áramerősség esetében (is) akár halált is okozhat, ami a már említett elektrolízis miatt következhet be: a vérből kiváló gázok a szívbe jutva halált okoznak.
Mágneses hatás: az elektromos áram mágneses teret hoz létre. A vasmaggal ellátott áramjárta tekercs sokféle eszközben használt elektromágnes.

## Egyenáramú áramforrások
- galvánelemek
- napelem
- akkumulátorok
- üzemanyagcellák
- dinamó

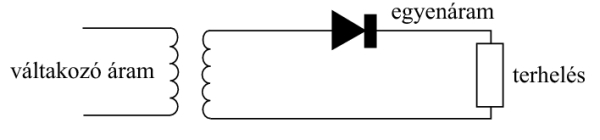
Egyszerű diódás egyenirányító

Egyenáram előállítható váltakozó áramú áramból is egyenirányítással.